# Coupe des nations de dressage 2018
Navigation
2017 2019
La Coupe des nations de dressage 2018 (en anglais FEI Nations Cup Dressage 2018), est la 6e édition du circuit coupe des nations organisé par la FEI dans cette discipline. À l'issue des sept étapes, c'est l'équipe suédoise qui remporte la compétition.

## Calendrier et résultats
| Date                  | Lieu                              | Équipe vainqueur |
| --------------------- | --------------------------------- | ---------------- |
| 27 au 31 mars 2018    | Wellington, États-Unis CDIO3*     | États-Unis       |
| 17 au 20 mai 2018     | Compiègne, France CDIO5*          | Suède            |
| 23 au 27 mai 2018     | Uggerhalne, Danemark CDIO4*       | Suède            |
| 21 au 24 juin 2018    | Rotterdam, Pays-Bas CDIO5*        | Pays-Bas         |
| 12 au 15 juillet 2018 | Falsterbo, Suède CDIO5*           | Suède            |
| 17 au 22 juillet 2018 | Aix-la-Chapelle, Allemagne CDIO5* | Allemagne        |
| 26 au 29 juillet 2018 | Hickstead, Royaume-Uni CDIO3*     | France           |

## Classement
|            | Équipe/Épreuve | Points    | Points     | Points    | Points    | Points          | Points    | Points | Total |
| Wellington | Équipe/Épreuve | Compiègne | Uggerhalne | Rotterdam | Falsterbo | Aix-la-Chapelle | Hickstead |        | Total |
| ---------- | -------------- | --------- | ---------- | --------- | --------- | --------------- | --------- | ------ | ----- |
| 1          | Suède          | —         | 15         | 12        | 13        | 15              | (6)       | (6)    | 55    |
| 2          | Pays-Bas       | —         | 11         | 9         | 15        | 11              | (9)       | —      | 46    |
| 3          | Danemark       | —         | 13         | 10        | —         | 7               | 11        | —      | 41    |
| 4          | Allemagne      | —         | —          | —         | 9         | 13              | 15        | —      | 37    |
| 5          | États-Unis     | 10        | —          | —         | 11        | —               | 13        | —      | 34    |
| 6          | Royaume-Uni    | —         | 9          | —         | 6         | —               | —         | 8      | 23    |
| 7          | France         | —         | 6          | —         | 5         | —               | —         | 10     | 21    |
| 8          | Espagne        | 6         | —          | —         | —         | —               | 7         | —      | 13    |
| 9          | Belgique       | —         | 7          | —         | 5         | —               | —         | —      | 12    |
| 10         | Russie         | —         | —          | —         | —         | 9               | —         | —      | 9     |
| 11         | Canada         | 8         | —          | —         | —         | —               | —         | —      | 8     |
| 12         | Australie      | 7         | —          | —         | —         | —               | —         | —      | 7     |
| 12         | Finlande       | —         | —          | 7         | —         | —               | —         | —      | 7     |
| 12         | Portugal       | —         | —          | —         | —         | —               | —         | 7      | 7     |
| 15         | Suisse         | —         | 5          | —         | —         | —               | —         | —      | 5     |